# Danny Kroes
Danny Kroes (Vijfhuizen, 5 november 1999) is een Nederlands autocoureur.

## Carrière
Kroes begon zijn autosportcarrière in het karting in 2011 en bleef hier tot 2015 actief. In zijn laatste seizoen werd hij kampioen in de Rotax Max Junior-klasse van de BNL Karting Series.
In 2016 maakte Kroes de overstap naar het formuleracing en maakte hij zijn Formule 4-debuut in het SMP Formule 4-kampioenschap bij het team MP Motorsport. Na drie raceweekenden, waarin een vierde plaats op het Circuit Park Zandvoort zijn beste resultaat was, verliet hij het kampioenschap. Uiteindelijk werd hij nog twaalfde in het klassement met 32 punten. Daarnaast reed hij ook in drie van de zeven raceweekenden van het Spaanse Formule 4-kampioenschap. Met een vierde plaats op het Motorland Aragón als beste klassering werd hij elfde in de eindstand met 48 punten.
In 2017 verliet Kroes na één seizoen het formuleracing en stapte over naar de touring cars, waarbij hij uitkwam in de Supersport-divisie van de Dutch Supercar Challenge. Daarnaast reed hij in de TCR Benelux tijdens het raceweekend op Zandvoort bij het team Ferry Monster Autosport in een Seat León TCR, waarbij hij zijn auto deelde met Pepe Oriola. Ook maakte hij dat jaar zijn debuut in de TCR International Series bij Ferry Monster Autosport in een Seat Leon tijdens het raceweekend op de Motorsport Arena Oschersleben. In de eerste race eindigde hij op de negende plaats en behaalde hij twee punten, maar in de tweede race haalde hij de finish niet.